# Vinagre (Cabo Verde)
Vinagre es una localidad caboverdiana del municipio de Brava.

## Geografía
La localidad está situada en la isla Brava.

## Organización territorial
La localidad abarca el lugar de:
- Vinagre